# Vampiros: guía de supervivencia
Vampiros: guía de supervivencia. Protección contra los señores de la noche es un libro de vampiros escrito por Manuel Jesús Zamora.
El libro consiste en una ficticia guía académica de supervivencia, escrita por un grupo de estudiosos organizados bajo el Círculo de la Estaca y el Tajo, que desde hace siglos se han dedicado recoger información sobre los no muertos y las mejores formas de acabar con ellos. Los autores explican que su intención es acabar con la desinformación sobre los vampiros propagada por la literatura y que ha llevado a creer en su inexistencia.
En el libro se habla de un hipotético Homo vampiricus que se habría alimentando de los Hombres de los Neanderthal, y que supuestamente se habría extinguido junto con esa especie, pero antes de desaparecer, de alguna forma consiguió transmitir su condición vampírica y crear una nueva especie de vampiros capaces de alimentarse del hombre moderno y que se propagan de forma infecciosa.
También se detallan las diversas formas y poderes que pueden manifestar los vampiros, sus debilidades, las mejoras formas para derrotarlos y concluye con varios testimonios escritos de su caza en diversos momentos a lo largo de los siglos.

## Influencia
Vampiros: guía de supervivencia, es una obra similar en formato a Zombi: guía de supervivencia. Protección completa contra los muertos vivientes. del autor estadounidense Max Brooks.